# Герб Заполярного района
Герб Заполярного района Ненецкого автономного округа

## Описание герба
Геральдическое описание (блазон) гласит:
В пересечённом серебряном и лазоревом поле червлёное кольцо, обременённое золотыми видимыми сверху птицами без числа, летящими в один ряд сообразно кольцу по ходу солнца, имеющее внутри золотую кайму, вызубренную внутрь чередующимися малыми и большими треугольными зубцами, причем в вершины больших зубцов бьют малые отвлечённые золотые стропила. Щит увенчан муниципальной короной установленного образца

## Обоснование символики
Герб Заполярного района языком символов и аллегорий отражает исторические, культурные, природные особенности муниципального образования. Красный круг в центре герба символизирует не только ненецкий музыкальный инструмент — пензер (шаманский бубен), что олицетворяет связь с прошлым, но и солнце — источник всего живого на Земле. Деление щита на серебро и лазурь аллегория снега и льда, полярных ночи и дня, аллегория ясного дня над бесконечными просторами Северного ледовитого океана. 19 золотых птиц символически отражают 19 муниципальных образований поселений, которые расположены на территории Заполярного района. Полет птиц по замкнутому кругу символизирует ход времени, цикличность бытия, непрерывность жизненного цикла. Внутренняя золотая кайма составлена из национального узора в виде контура ненецкого чума.
Красный цвет — символ мужества, жизнеутверждающей силы и красоты, праздника.
Золото — символ высшей ценности, величия, великодушия, богатства.
Серебро -символ открытости, примирения, невинности.
Лазурь — символ чистого неба, возвышенных устремлений, чести, бессмертия.
Герб разработан при содействии Союза геральдистов России. Авторская группа: идея герба — Александр Миролюбов (Заполярный район); геральдическая доработка — Константин Моченов (Химки); художник и компьютерный дизайн — Галина Русанова (Москва); обоснование символики — Вячеслав Мишин (Химки).
Герб утвержден решением № 313-р Совета муниципального района «Заполярный район» от 29 мая 2008 года.
Герб внесён в Государственный геральдический регистр Российской Федерации под № 4131